# Liselotte Buchenauer
Liselotte Buchenauer (* 20. Dezember 1922 in Graz; † 25. April 2003 ebenda) war eine österreichische Alpinistin, Bergschriftstellerin und Journalistin.
Liselotte Buchenauer war Absolventin der Handelsakademie. Im Anschluss an die Matura war sie bei verschiedenen Unternehmen tätig, zuletzt im Rechnungsamt des Magistrates Graz.
Sie war die Nichte des österreichischen Bergsteigers und Höhlenforschers Theodor Kabrhel, der bei der Erschließung der Dachstein-Rieseneishöhle mitwirkte.

## Die Alpinistin
Bereits im kindlichen Alter begleitete sie ihre Mutter an Sonntagen auf vielen Wanderungen, bei denen sie insgesamt oft bis zu 30 Kilometer am Tag zurücklegten, da sie sich die Straßenbahnfahrkarten nicht leisten konnten und schon durch die Stadt wanderten. Früh begann sie auch mit dem Klettern und führte Touren bis zum Schwierigkeitsgrad IV-V durch. Man darf sie durchaus als Protagonistin großartiger österreichischer Alpinistinnen bezeichnen. So gelang ihr mit Johann Fruhmann 1948 etwa die Erstbesteigung des Schrein in den südlichen Schladminger Tauern. 1949 gelangen ihr im Hochschwab mit Grete Weiß geb. Satori die Erstbegehung der Ostwand des Kleinen Brandsteins und, mit Max Puntigam, die Erstbegehung des Kleinen Türndls über den Südostgrat.
Über dreitausend Bergtouren und Gipfel hat sie in ihrem Tourenbuch vermerkt, darunter zehn Neutouren, touristische Erst-Ersteigungen und manche frühe Wiederholung von Kletterrouten. Durch die äußeren Umstände der Zeit blieben ihr die „Weltberge“ verwehrt. Die Alpen boten ihr reichlich Ersatz.
Buchenauers große Liebe galt Gebieten, die Einsamkeit und Urtümlichkeit versprachen, wie den Niederen Tauern, der Schobergruppe oder eben dem Hochschwab-Gebiet.

## Autorin
Schon Liselotte Buchenauers Vater Hanns konnte, vor allem in der Zeit des Ersten Weltkrieges in einigen Zeitschriften veröffentlichen, so zum Beispiel auch in den damals recht bekannten Tiroler Schlern-Schriften. In den dreißiger Jahren des vorigen Jahrhunderts arbeitete er am späteren Erfolgsroman „Heut´ Grafen von Cilly und nimmermehr“ der befreundeten Grazer Autorin Anna Warmbrechtsamer mit. Als Mitautor hat sich Hanns Buchenauer aber nie nennen lassen.
Als Autorin hatte Liselotte Buchenauer überwiegend alpine Monografien verfasst. Ihr erstes Werk Hochschwab erschien 1960 und hat sich rasch zu einem Bestseller entwickelt. Auch ihre weiteren Werke wie Sanfte Kuppen – schroffe Berge (1977), Hohe Tauern, 2 Bände (1980/1981), Karnische Alpen (1986) oder Ein Leben mit den Bergen (1991), wurden mehrfach aufgelegt.
Buchenauer war überdies Mitarbeiterin einiger alpiner Zeitschriften, wie etwa Land der Berge, Autorin von Alpenvereinsführern und freie Mitarbeiterin der Kärntner Tageszeitung und der Neuen Zeit, Graz. Zudem gestaltete sie zwischen 1955 und 1987 zahlreiche Hörfunksendungen im ORF, bei Radio Steiermark und Radio Tirol. Ihr wesentliches Werk besteht daher zusätzlich in mehreren tausend Beiträgen und Artikeln für Rundfunk, Tageszeitungen und Bergzeitschriften in Österreich und Deutschland und der Mitarbeit an Büchern anderer Autoren und redaktionellen Tätigkeiten.
Was Buchenauers Bücher auch so wertvoll macht, ist der Umstand, dass die Grazerin vergessene Alpinliteraten wie Gustav Renker und Frido Kordon (Fridolin Anton Kordon-Veri) hervorhebt.
Auch im bereits hohen Alter war sie eine streitbare Autorin, die durch pointierte Beiträge in Form von Leserbriefen in österreichischen Tageszeitungen präsent war.
Liselotte Buchenauer starb im Alter von 80 Jahren und fand ihre letzte Ruhestätte auf dem evangelischen Friedhof von Graz-Neuhart.

## Sprache und Stil
Ihre Bergbücher führen oft weit über die heute üblichen rein technischen Tourenbeschreibungen hinaus hin zu sehr persönlichen alpinen Monografien. Mitunter verwendete sie erfrischende Austriazismen, die auch in entsprechenden Wörterbüchern umfangreich Einzug hielten. (vgl. Wörterbuch der Austriazismen, Walter Klöpffer, 2000) Schon zu Beginn ihrer schriftstellerischen Laufbahn wurde ihr von Kritikern „Wortgewalt“ bescheinigt, ebenso die geglückte Mischung ihrer Darstellungen aus Poesie und Information, sowie vielseitiges Können, in dem federleichte Betrachtungen mit Tiefgang ebenso möglich sind wie die schwierige Kunst des Essays und Feuilletons. Auch Humor kam bei ihr nie zu kurz.
Stilistisch wurde sie oft mit Julius Kugy verglichen. In ihrem steirischen Heimatland auch mit Peter Rosegger.
Liselotte Buchenauer galt als eine der produktivsten deutschsprachigen Bergschriftstellerinnen. Sie schrieb 17 Bücher.

## Sonstiges
- 1976 wurde eine Fuchsienzüchtung von Karl Nutzinger nach Liselotte Buchenauer benannt, 1977 eine Dahlie aus der Stiftsgärntnerei Admont.
- 1976 Goldenes Ehrenzeichen des Landes Steiermark
- 1977 Theodor-Körner-Preis für das Buch „Sanfte Kuppen, schroffe Berge“.
- 1977 Silbernes Ehrenzeichen der Landeshauptstadt Graz
- 1978 Hanns-Martin Schleyer-Medaille der Stadt Stuttgart
- 1983 erhielt Liselotte Buchenauer vom damaligen österreichischen Bundespräsidenten Rudolf Kirchschläger den Titel Professor honoris causa für ihr Gesamtwerk und für ihre ehrenamtliche Arbeit im Dienst des Alpinismus.
- 2002 Großes Ehrenzeichen des Landes Steiermark[2]

## Weitere Werkauswahl
- Hochschwab, 1960 und 1974
- Auf einsamen Bergen, 1964
- Wandern in der Steiermark, 1971 (Damals das erste steirische Wanderbuch seit fast 50 Jahren)
- Bergwandern in der Steiermark, 1974 (Fortsetzung von Wandern in der Steiermark)
- Verliebt in die Heimat, 1975 (Niedere Tauern mit Schladminger und Radstädter Tauern. Erste Gebirgsmonographie)
- Kärntner Wanderbuch, 1976 (Mitarbeiter Wilfried Gallin; damals erstes Kärntner Wanderbuch seit 50 Jahren)
- Alpenvereinsführer Ankogel-Goldberggruppe, 1976
- Kleiner Führer durch die Eisenerzer Alpen, 1978 (Aus einem unvollständigen Manuskript des steirischen Bergsteigers Hermann Scharfetter)
- Erlebnisse mit Tieren, 1986 (Zusammen mit ihrer Freundin, der österreichischen Mundartdichterin Martha Wölger)
- Höhenwege in den Niederen Tauern, 1987
- Höhenwege in den Hohen Tauern, 1988
- Wanderungen in Kärnten: 70 Touren und weitere Routenvorschläge, 1994 (Wolfgang Heitzmann und Liselotte Buchenauer)